# Ка Бјанка (Болоња)
Ка Бјанка је насеље у Италији у округу Болоња, региону Емилија-Ромања.
Према процени из 2011. у насељу је живело 81 становника. Насеље се налази на надморској висини од 219 м.